# Neue Synagoge (Elmshorn)
Die Synagoge am Flamweg 4–6 in Elmshorn, einer Stadt im Kreis Pinneberg in Schleswig-Holstein, besteht seit 2012. Sie ist die zweite Synagoge der in der Zeit des Nationalsozialismus untergegangenen jüdischen Gemeinde Elmshorn und ihrer Rechtsnachfolgerin, der 2003 neu gegründeten jüdischen Gemeinde. Von den gegenwärtig bestehenden acht jüdischen Gemeinden in Schleswig-Holstein ist die Elmshorner die zweitkleinste.

## Geschichte
Die ersten Juden ließen sich vermutlich im 17. Jahrhundert in Elmshorn nieder. 1688 soll sich die erste Jüdische Gemeinde in Elmshorn gegründet haben. Zunächst nutzten sie einen privaten Betraum. 1845 begann die Gemeinde mit dem Bau einer eigenen Synagoge. Diese stand am Flamweg. Die Einweihung erfolgte am 21. Januar 1846 durch Jakob Ettlinger, den Oberrabbiner aus Altona. 1838 lebten 204 Menschen jüdischen Glaubens in Elmshorn. Sie stellten damit etwas weniger als ein Zehntel der Gesamtbevölkerung. Danach nahm ihre Zahl kontinuierlich ab. 1924 lebten noch 100 Juden in der Stadt, 1932 waren es noch 80. 1933 zählte die Gemeinde lediglich 56 Mitglieder.

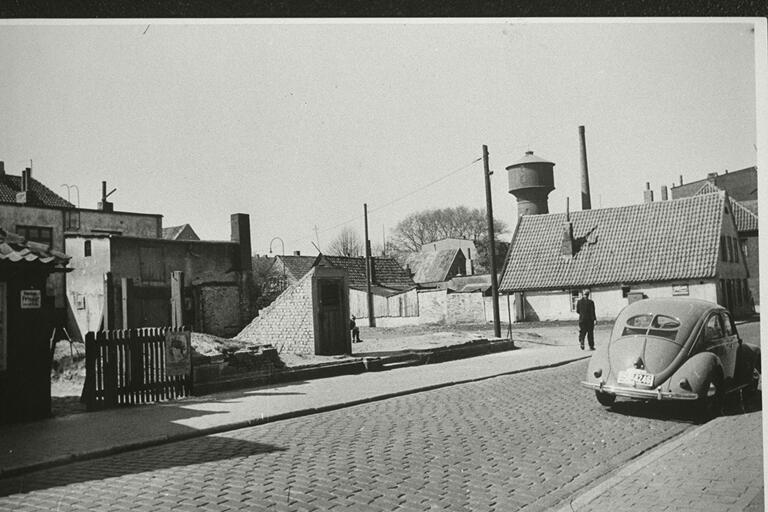
Grundmauern der zerstörten Synagoge in Elmshorn (1938)

Während der Reichspogromnacht wurde die Synagoge durch Brandstiftung weitgehend zerstört. Ihre Ruine diente während des Zweiten Weltkriegs zeitweise als Luftschutzraum. Die jüdische Gemeinde existierte schon nicht mehr. 1940 lebten noch acht Juden in der Stadt. 1943 meldete die Stadt, dass sie „judenfrei“ sei.
Der ehemalige jüdischer Einwohner Kobi Oppenheim kehrte nach dem Krieg nach Elmshorn zurück. Dort fand er in der Ruine der Synagoge die Reste einer Torarolle und begrub sie gemäß Halacha auf dem jüdischen Friedhof. In den Jahren nach 1945 wurden die letzten Reste der Synagoge beseitigt. Danach und auch nach dem Ende des Krieges gab es bis um 1990 kaum jüdisches Leben in der Region. Die wenigen in Elmshorn lebenden jüdischen Personen waren Mitglieder der Hamburger Gemeinde. Seit 2010 erinnert eine Gedenkstätte am Ort der zerstörten Synagoge an das Gotteshaus und das Schicksal der jüdischen Gemeinde in der Zeit des Nationalsozialismus.
Mit dem Zusammenbruch des Ostblocks und der darauffolgenden Einwanderung osteuropäischer Juden nach Deutschland erstarkte das jüdische Leben in Elmshorn wieder. Am 8. November 2003 gründete sich die Gemeinde neu. Sie besteht wie viele Gemeinden im Land zu 80 bis 90 Prozent aus Zuwanderern aus der ehemaligen Sowjetunion. Die Stadt stellte ihnen Räume in einem Gebäude an der Holstenstraße 19 zur Verfügung, in denen die Gemeinde 2006 einen Betraum einrichtete. Dort lief der Mietvertrag 2012 aus. Die Gemeinde war deshalb seit längerem auf der Suche nach Ersatz und hatte sich dafür rund 25 Immobilien angeschaut.
Schließlich konnte sie am Flamweg 4–6 und damit schräg gegenüber der 1938 zerstörten Synagoge Räume in der Beletage eines Hauses von 1890 mieten. Diese Wohnung wurde bis 1941 fast ununterbrochen von Juden bewohnt. Ein Zimmer wurde von den ehemaligen Bewohnern vermutlich als Gebetsraum genutzt. Darauf deuten die Anordnung der Zimmerdecke und Ornamente wie Davidstern und Löwenkopf in einem nach Osten ausgerichteten Erker hin, die bei der Besichtigung entdeckt wurden. In dem historischen Betsaal richtete die Gemeinde die Synagoge ein. Der Erker dient als Nische für den Toraschrein (Aron ha-Qodesch). Die Bänke spendete der Zentralrat der Juden in Deutschland und der Toraschrank ist ein Geschenk einer Wiener Gemeinde. Die Bilder mit Chanukkaleuchtern an den Wänden wurden in einer Elmshorner Behindertenwerkstatt gemalt. In den weiteren Räumen der Wohnung richtete die Gemeinde eine Küche, ein Zimmer für den Kantor, ein Büro mit Unterrichtsraum und einen Kidduschraum ein. Dieser wird unter anderem für die Sabbat-Feier am Freitagabend genutzt. Nach der Renovierung und dem Ausbau weihte die Gemeinde die Synagoge im Beisein des schleswig-holsteinischen Landesrabbiners Walter Rothschild am 28. Oktober 2012 ein.